# Sphaerocardamum
Sphaerocardamum es un género de plantas fanerógamas de la familia Brassicaceae. Comprende ocho especies descritas y de estas, solo 4 aceptadas.

## Taxonomía
El género fue descrito por Sebastian Schauer y publicado en Linnaea 20: 720. 1847.  La especie tipo es: Sphaerocardamum nesliiforme Schauer

## Especies aceptadas
A continuación se brinda un listado de las especies del género Sphaerocardamum aceptadas hasta octubre de 2014, ordenadas alfabéticamente. Para cada una se indica el nombre binomial seguido del autor, abreviado según las convenciones y usos.	
- Sphaerocardamum compressum (Rollins) Rollins
- Sphaerocardamum divaricatum (Rollins) Rollins
- Sphaerocardamum nesliiforme Schauer
- Sphaerocardamum stellatum (S. Watson) Rollins